# Горная амбистома
Горная амбистома (лат. Ambystoma altamirani) — вид хвостатых земноводных из семейства амбистом. В 2021 году на основе молекулярных исследований данный вид был объединён с видами Ambystoma leorae и Ambystoma rivularis.

## Описание
Общая длина достигает 115 мм. Морда резко усечена, у самцов хвост длиннее, чем у самок. Спина и бока пурпурно-чёрного цвета, брюхо пурпурно-синее. Подбородок и нижние поверхности конечностей с синим оттенком. Края губ, кончики пальцев и плавник на нижней части хвоста кремового цвета. Хвост тонкий, верхний плавник небольшой, нижний ещё меньше. Хвост около 50 мм. Конечности также тонкие.

## Образ жизни
Обитает в диапазоне высот от 2 700 до 3 200 м над уровнем моря. Живёт и размножается в небольших ручьях, которые протекают через высокогорные сосновые или сосново-дубовые леса. Их также можно встретить в ручьях расчищенных пастбищ. Взрослые особи живут как в воде, так и на суше. Личинки и неотены ведут исключительно водный образ жизни.

## Распространение
Обитает к западу и югу от Долины Мехико в центральной части Мексики.